# گرانت اسمیت (ورزشکار)
گرانت اسمیت (انگلیسی: Grant Smith؛ زادهٔ ۲۰ آوریل ۱۹۷۱) ورزشکار هاکی روی چمن اهل استرالیا است.
وی در مسابقات کشوری و بین‌المللی در مجموع برندهٔ ۱ مدال برنز شده‌است.